# Кольчак, Николай Николаевич
Николай Николаевич Кольчак (1905—1969) — советский военачальник, участник Великой Отечественной войны, Герой Советского Союза (24.03.1945). Полковник.

## Биография
Родился 29 июня 1905 года в посёлке Янов-Полесский (ныне — город Иваново в Брестской области Белоруссии). Отец его был выходцем из мещанского сословия, к моменту рождения сына Николая выслужил личное дворянство, однако в 1916 году был лишён его по суду. В 1916 году он окончил реальное училище.
В декабре 1917 года ушёл из дома и добровольно записался юнгой на линкор «Андрей Первозванный» Балтийского флота. Участвовал в Гражданской войне в составе 1-го Кронштадтского матросского отряда, в том числе в обороне Петрограда от войск генерала Н. Н. Юденича и в подавлении восстания форта «Красная Горка» в 1919 году, был ранен. В 1922 году был демобилизован.
В 1925 году повторно был призван в Красную армию. В 1928 году окончил Ленинградскую пехотную школу. Служил в стрелковом полку в Средне-Азиатском военном округе, затем ротным командиром в Объединённой Среднеазиатской военной школе имени В. И. Ленина. Активный участник боевых действий против басмачей. В 1932 году окончил курсы усовершенствования командного состава.
В 1936 году он был исключён из рядов ВКП(б) по обвинению в сокрытии своего дворянского происхождения, однако увольнению из армии и аресту не подвергался (по некоторым публикациям, благодаря помощи начальника военной школы И. Е. Петрова). С 1937 года преподавал огневую подготовку на курсах «Выстрел». Стал одним из авторитетных деятелей снайперского дела в СССР, к 1940 году опубликовал 52 работы по теории стрельбы и использования стрелкового оружия в сражении, а также специальный учебник по наиболее сложным видам снайперской стрельбы.
С 1942 года Кольчак был заместителем начальника отдела Главного управления Всевобуча, а с мая 1943 года — начальником Центральной женской школы снайперской подготовки в Подольске. Неоднократно подавал рапорты с просьбами о направлении его на фронт, но из-за своего состояния здоровья получал отказы. Лишь в мае 1944 года он был направлен на 3-й Белорусский фронт, где его назначили командиром 294-го стрелкового полка 184-й стрелковой дивизии.
Командир 294-го стрелкового полка 184-й стрелковой дивизии (45-й стрелковый корпус, 5-я армия, 3-й Белорусский фронт полковник Н. И. Кольчак особо отличился во время Белорусской стратегической наступательной операции. 20 июля 1944 года полк Кольчака одним из первых переправился через Неман и захватил плацдарм на его западном берегу, отразив многочисленные контратаки превосходящих по численности сил противника. 15 августа полк прорвал немецкую оборону и, продвинувшись вперёд, на рассвете 17 августа вышел к Государственной границе СССР с Восточной Пруссией в районе Кудиркос-Науместиса. При этом только с 15 по 17 августа полк отбил 10 контратак пехоты противника с танками, уничтожив 10 танков, 3 бронемашины, 2 артиллерийские батареи и до 500 солдат и офицеров.
Указом Президиума Верховного Совета СССР от 24 марта 1945 года за «образцовое выполнение боевых заданий командования на фронте борьбы с немецкими захватчиками и проявленные при этом отвагу и геройство» полковнику Николаю Николаевичу Кольчаку присвоено звание Героя Советского Союза с вручением ордена Ленина и медали «Золотая Звезда» за номером 7219.
В 1946 году полковник Н. И. Кольчак был уволен в запас. Проживал в Москве по адресу: Новопесчаная улица, 19/10. Работал в Министерстве высшего и среднего специального образования СССР. Умер 14 февраля 1969 года. Похоронен на Введенском кладбище (7 уч.).

## Награды
- Герой Советского Союза (24.03.1945)
- Орден Ленина (24.03.1945)
- Орден Красного Знамени (3.11.1944)
- Орден Отечественной войны 1-й степени (6.08.1944)
- Ряд медалей[3]